# Julie Jášová
Julie Jášová (* 14. September 1987 in České Budějovice) ist eine tschechische Volleyballspielerin.

## Karriere
Julie Jášová stammt aus einer Sportlerfamilie. Ihre Mutter Barbora spielte ebenfalls professionell Volleyball, ihre Schwester ist Fußballerin bei Slavia Prag, ihr Bruder ist auch Fußballer bei Dynamo Budweis und ihr Vater berichtet als Journalist über die Volleyballerinnen. Julie Jášová begann ihre Karriere in ihrer Heimatstadt bei Slavia PF České Budějovice. Von dort wechselte sie zu Slavia Prag. 2009 debütierte die Libera, die in der Junioren-Auswahl vom Außenangriff auf ihre neue Position gekommen war, in der tschechischen Nationalmannschaft. Im gleichen Jahr erreichte sie die Vizemeisterschaft in der nationalen Liga und das Pokalfinale. 2010 konnte sie die Erfolge mit KP Brünn wiederholen. Anschließend wurde sie vom deutschen Bundesligisten VT Aurubis Hamburg verpflichtet. Bei der Europameisterschaft 2011 unterlag sie mit dem tschechischen Team im Viertelfinale gegen Deutschland. 2013 ging Jášová zurück in ihr Heimatland zum VK Prostějov.